# 통주저음

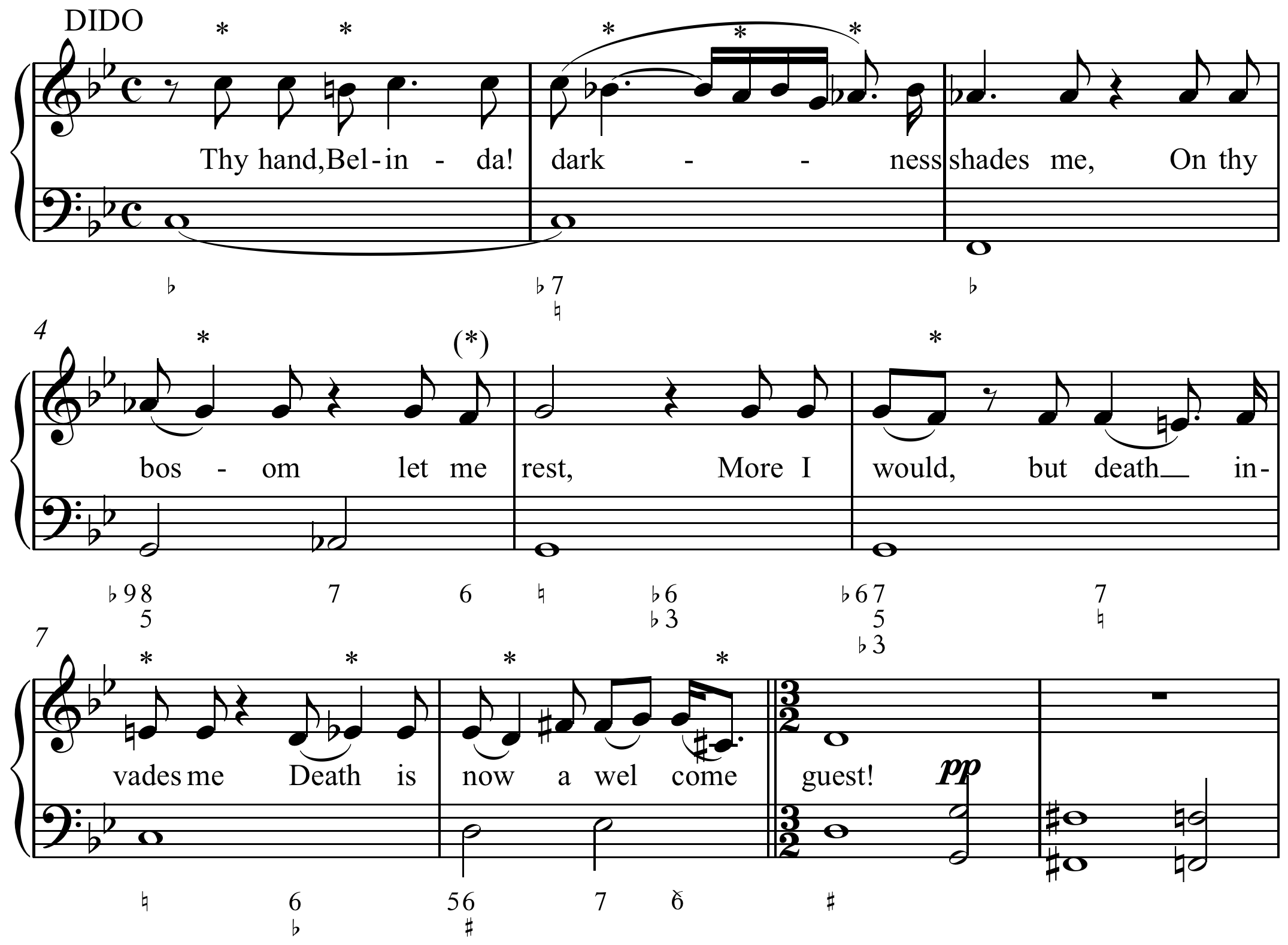

통주저음(通奏低音)은 계속 베이스, 숫자가 붙은 낮은음을 말한다. 독일어로는 게네랄바스, 이탈리아어로는 밧소 콘티누오(Basso continuo)라고도 한다. 바로크 시대 유럽의 독특한 저성부 형태이다. 저성부에 부가된주로 숫자의 줄임표(略記號)에 따라(때로는 이 기호가 없는 것도 있다) 즉흥적으로 건반주자(쳄발로·오르간)와 류트 주자 등이 화성을 보충하면서 반주의 구실을 하며 연주하는 것을 통주저음의 연주라 하고, 이런 성부를 통주저음이라 한다. 원래는 교회 오르간 주자가 메모 대신 간단한 악보를 보면서 즉흥적으로 연주한 데서 유래하였다고 한다. 그리고 바흐와 헨델 시대에 이르러 통주저음의 이른바 해독연주를 주자에게 일임하지 않고, 작곡자가 완전한 반주형태로 악보에 기재하는 경향이 점차 나타나기 시작하였다. 이런 까닭으로 이 바로크 시대를 통주저음시대라고 하는 학자도 있다.